# Siphocampylus schlimmianum
Siphocampylus schlimmianum là loài thực vật có hoa trong họ Hoa chuông. Loài này được Planch. miêu tả khoa học đầu tiên.